# Dinosaure (sèrie de televisió)
Dinosaure (títol original en anglès, Dinosaur) és una sèrie de televisió dramàtica escocesa ambientada a Glasgow. S'ha subtitulat al català.
La premissa de la sèrie és que el món de la Nina trontolla quan la seva germana Evie, que és alhora la seva millor amiga, decideix precipitadament comprometre's amb el seu xicot, cosa que amenaça de trastocar la dinàmica de la seva estreta relació.

## Repartiment
- Ashley Storrie com a Nina
- Kat Ronney com a Evie
- David Carlyle com a Bo
- Lorn Macdonald com a Lee
- Danny Ashok com a Ranesh
- Greg Hemphill com a Ade
- Sabrina Sandhu com a Amber
- Ben Rufus Green com a Shane
- Jim Kitson com a Declan
- Sally Howitt com a Diane
- Kate Dickie com a Cecily
- Sanjeev Kohli com Sachin

## Producció
BBC Three, BBC Scotland i Hulu van encarregar la sèrie el 2022. La va produir Two Brothers en associació amb All3Media i la van crear Matilda Curtis i Ashley Storrie a partir d'una idea original de la mateixa Curtis. Comptava amb Niamh McKeown com a directora i Brian Coffey com a productor. El maig de 2023, el servei d'estríming estatunidenc Hulu va coencarregar-la.
Storrie va assegurar que interpretar el paper de Nina, una jove autista, la va ajudar d'alguna manera amb el seu propi diagnòstic d'autisme. L'any 2024, va dir que va ser una experiència alliberadora interpretar el paper de Nina: "El millor de ser la Nina és que és una persona autista emmascarada, així que moltes de les coses que em fan molta pressió cada dia, per comportar-me com una persona normal, no les havia de fer. Va estar bé el breu temps que vam filmar Dinosaur, i va ser molt agradable".

### Càsting
Dinosaur representa el debut d'interpretació televisiva d'Storrie, després d'haver treballat anteriorment en comèdia i interpretant un petit paper a la pel·lícula de Josie Long Super November (2018). L'agost de 2023, es va anunciar que Kat Ronney apareixeria a la sèrie com a Evie amb David Carlyle com a Bo i Lorn Macdonald com a Lee.

### Rodatge
El rodatge va començar a Escòcia l'agost de 2023. El rodatge a Glasgow es va programar durant tot l'agost i fins al setembre de 2023.

## Emissió
La sèrie es va emetre per primera vegada a Hulu el 5 d'abril de 2024. Es va estrenar a BBC Three el 21 d'abril.